# 千屋村 (岡山県)
千屋村（ちやそん）は、岡山県阿哲郡にかつて存在した村である。現在の新見市大字千屋、千屋実、千屋花見、千屋井原に当たる。

## 沿革
- 1889年 （明治22年）6月1日、町村制施行により阿賀郡実村、花見村、井原村が合併し村制施行して千屋村が誕生[1][2]。旧村名を継承した実、花見、井原の3大字を編成[2]。
- 1900年（明治33年）
  - 同年、阿賀郡新郷村大字千屋を編入[1][2]。4大字となる[2]。
  - 4月1日、阿賀郡が哲多郡との合併により、所属郡が阿哲郡となる[1][2]。
- 1955年（昭和30年）5月1日、新見市に編入され廃止[1][2]。合併後、新見市千屋町千屋・千屋町実・千屋町花見・千屋町井原となる[2]。

## 産業
- 農業[2]
- 産物：米、和牛、木炭、蚕[2]

### 千屋牛
かつてはこの付近で砂金が取れていたが、太田辰五郎が牛を飼い始めた。竹の谷蔓牛が千屋牛のルーツ。

## 交通
- 国道180号

## 観光
- いぶきの里スキー場